# Indonesia Raya
Indonesia Raya è l'inno nazionale della Repubblica d'Indonesia, composto da Wage Rudolf Supratman e presentato il 28 ottobre 1928 al Secondo Congresso della Gioventù indonesiana a Batavia. Il brano segnò la nascita del movimento nazionalista nell'arcipelago, con l'obiettivo di unificare le varie isole parte delle Indie orientali olandesi in un unico paese.
La prima strofa del brano venne adottata come inno nazionale alla dichiarazione d'indipendenza del paese il 17 agosto 1945.

## Testo

### Testo in Indonesiano
INDONESIA RAYA
Indonesia tanah airku, Tanah tumpah darahku.

Di sanalah aku berdiri, Jadi pandu ibuku.

Indonesia kebangsaanku, Bangsa dan Tanah Airku.

Marilah kita berseru "Indonesia bersatu."

Hiduplah tanahku, Hiduplah negriku,

Bangsaku, Rakyatku, semuanya.

Bangunlah jiwanya, Bangunlah badannya

Untuk Indonesia Raya.

RITORNELLO:

Indonesia Raya,

Merdeka, Merdeka

Tanahku, negriku yang kucinta.

Indonesia Raya,

Merdeka, Merdeka

Hiduplah Indonesia Raya.

### Traduzione in Italiano
Indonesia, mia terra nativa,
la mia patria ecco dove mi trovo, quindi la guida della terra materna
Indonesia, mia nazionalità, mia nazione e mia patria
Proclamiamo insieme: "Indonesia unita!"
Viva mia terra, viva mio paese,
Mia nazione, mio popolo, tutto.
Lascia che le loro menti si svegli, lascia che i loro corpi si alzino
Per la grande Indonesia!
RITORNELLO:
Grande Indonesia! indipendente e libera
La mia casa e il mio paese che amo
Grande Indonesia! indipendente e libera
Viva la Grande Indonesia!
Grande Indonesia! indipendente e libera
La mia casa e il mio paese che amo
Grande Indonesia! indipendente e libera
Viva la Grande Indonesia!